# Павильонный зал
Павильо́нный зал — интерьер Северного павильона Малого Эрмитажа в Санкт-Петербурге, входящего в музейный комплекс «Государственный Эрмитаж», создан в 1858 году по проекту архитектора А. И. Штакеншнейдера (1802—1865) в ходе реконструкции павильона.

## История
Перестраивая интерьер, архитектор объединил ранее располагавшиеся здесь залы и кабинеты, в том числе бывший кабинет императрицы Екатерины II с подъёмным столом (стол убран ещё в конце XVIII века) Частью оформления зала является Зимний сад (арх. Ж.-Б. Валлен-Деламот и Ю. М. Фельтен), вынесенный Штакеншнейдером в отдельный объём (для этого была устроена остеклённая оранжерея). Таким образом, выстраивалась зрительная ось: зал оказался с одной стороны выходящим на невские просторы, а с другой — с видом на тропические растения оранжереи и далее открытый сад.
От интерьера времени императрицы Екатерины II сохранились лишь наружные стены с прекрасно прорисованными большими и стройными окнами. Названия «Павильонный», или «Белый зал», появились позднее.
Дочь архитектора Е. А. Штакеншнейдер записала в своём дневнике 24 апреля 1856 года: «На днях водил нас папа в Эрмитаж, показывал нам залу, которую он только окончил. Совсем волшебная зала. Чудо как хороша!!»
В XIX веке зал предназначался для небольших приёмов и балов, о чём свидетельствуют, например, мемуары графа С. Д. Шереметева. Вспоминая о балах в Аничковом дворце, Концертном и Николаевском залах Зимнего дворца, он особо выделяет балы эрмитажные: «Это было 12 февраля 1887 года в Эрмитаже. Эрмитажный бал для меня всегда был лучшим из придворных балов. С ним связаны отдалённейшие воспоминания 60-х годов, когда в этом здании предполагалось устроить помещение покойному цесаревичу и зала была устроена для него. Первые балы сезона сразу сделались любимейшими».

## Убранство интерьера

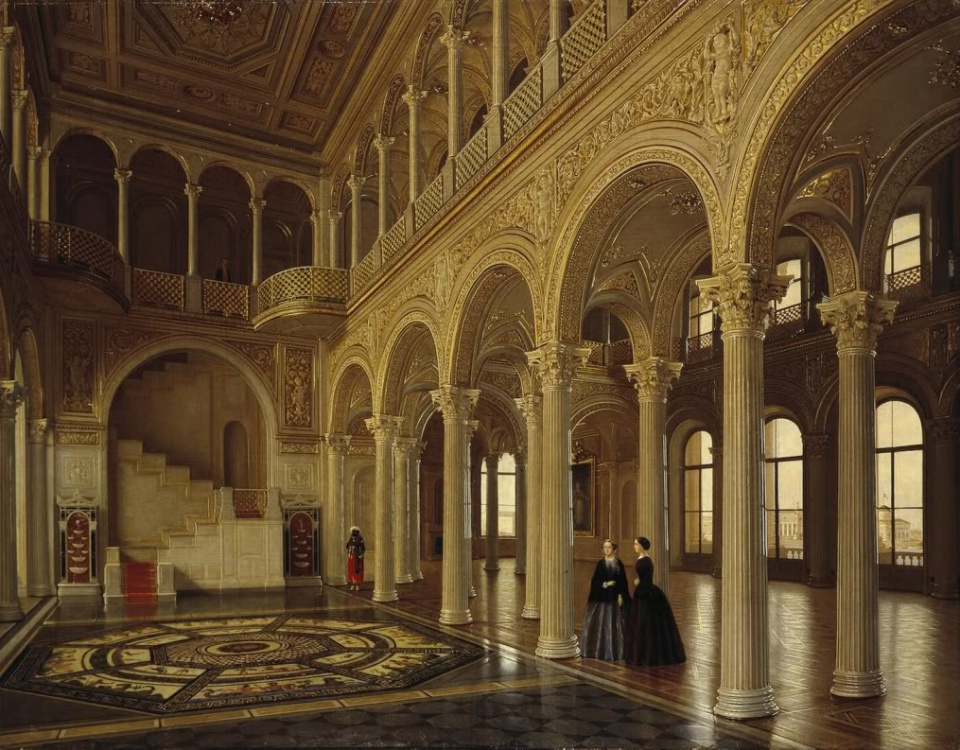
П. В. Тутукин Павильонный зал. Ок. 1857. Холст, масло. Государственный Эрмитаж

Павильонный зал является характерным образцом русской архитектуры «запоздалого классицизма» (А. Л. Пунин) или эклектики середины XIX века. Его замысел и выполнение принадлежат А. И. Штакеншнейдеру (1802—1865). Архитектор снял перегородки между устроенными здесь Фельтеном центральным залом, зимним садом, столовой с подъемным столом и кабинетами. В результате образовался большой двусветный зал (с двумя рядами окон по высоте) с аркадами на беломраморных колоннах коринфского ордера, пересекающих зал таким образом, что создаётся впечатление внутреннего дворика южной части.
Окна полуциркульной формы Штакеншнейдер обработал аркатурой, опирающейся на стройные каннелированные полуколонны. Решётки в интерколумниях балконов в местах пересечений диагональных тяг декорированы множеством золочёных розеток из листьев аканта, что напоминает восточный орнамент. Согласно идеологии и эстетики историзма, дворик слегка стилизован под арабскую архитектуру (восточные темы в то время, после присоединения Крыма 1783 году и русско-турецких войн, были в моде). Подобные мотивы называли тогда «мавританскими».
Восточные мотивы проявляются в мелком масштабе обильного лепного декора, покрывающего аркады и потолки, между тем как сам декор с розетками и пальметками, плетёнками и завитками, фигурками амуров взят из арсенала искусства итальянского Возрождения. Сама идея «аркады по колоннам» (ряда арок, опирающихся непосредственно на капители колонн) также итальянского происхождения. Белизна орнамента подчеркнута золочёным фоном. В боковых компартиментах зала, за аркадами, выступающие фрагменты стен декорированы прямоугольными зеркалами, которые сплошь заполнены мелким ренессансным орнаментом с живописными медальонами в середине.
Восточная тема усилена боковой мраморной лестницей, схожей с лестницами турецких сералей, и четырьмя симметрично расположенными, подобно воспетому А. С. Пушкиным бахчисарайскому «Фонтанами слез». Светлый павильон украшают двадцать восемь хрустальных люстр, выполненных в России.
У окон в Висячий сад находится вмонтированная в пол мозаика, изображающая сцены из античной мифологии. Мозаика является уменьшённой в два раза копией мозаичного пола, найденного в 1780 году при раскопках терм древнеримского города Отрикулума, близ Рима. Копия выполнена в 1847—1851 годах в Риме русскими мозаичистами-пенсионерами Петербургской Академии Художеств: В. Е. Раевым, И. С. Шаповаловым, С. Ф. Фёдоровым и Ф. Г. Солнцевым.
В окнах зала сохранились стёкла времён Штакеншнейдера с характерным розоватым оттенком. В зале постоянно экспонируется коллекция мозаичных столешниц (выполненных в техниках византийской и римской мозаик) с видами Италии работы М. Барберри и столешница из флорентийской мозаики, созданная Джакомо Рафаэлли (1753—1836).
Знаменитые часы «Павлин» (мастер Дж. Кокс, 1772; поступили из коллекции князя Григория Потёмкина).

## Галерея

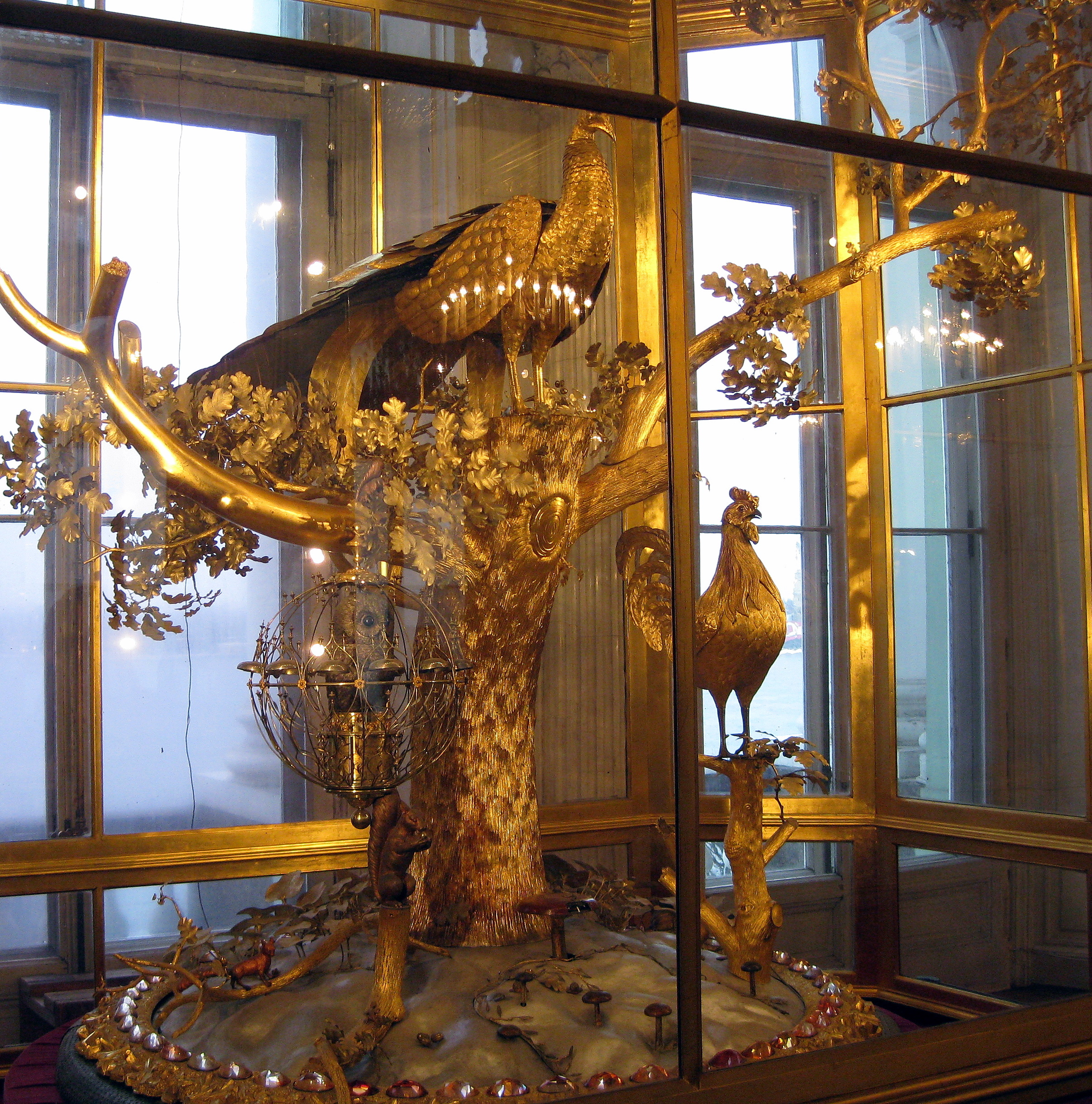
Часы «Павлин». Мастер Дж. Кокс, Англия. 1772
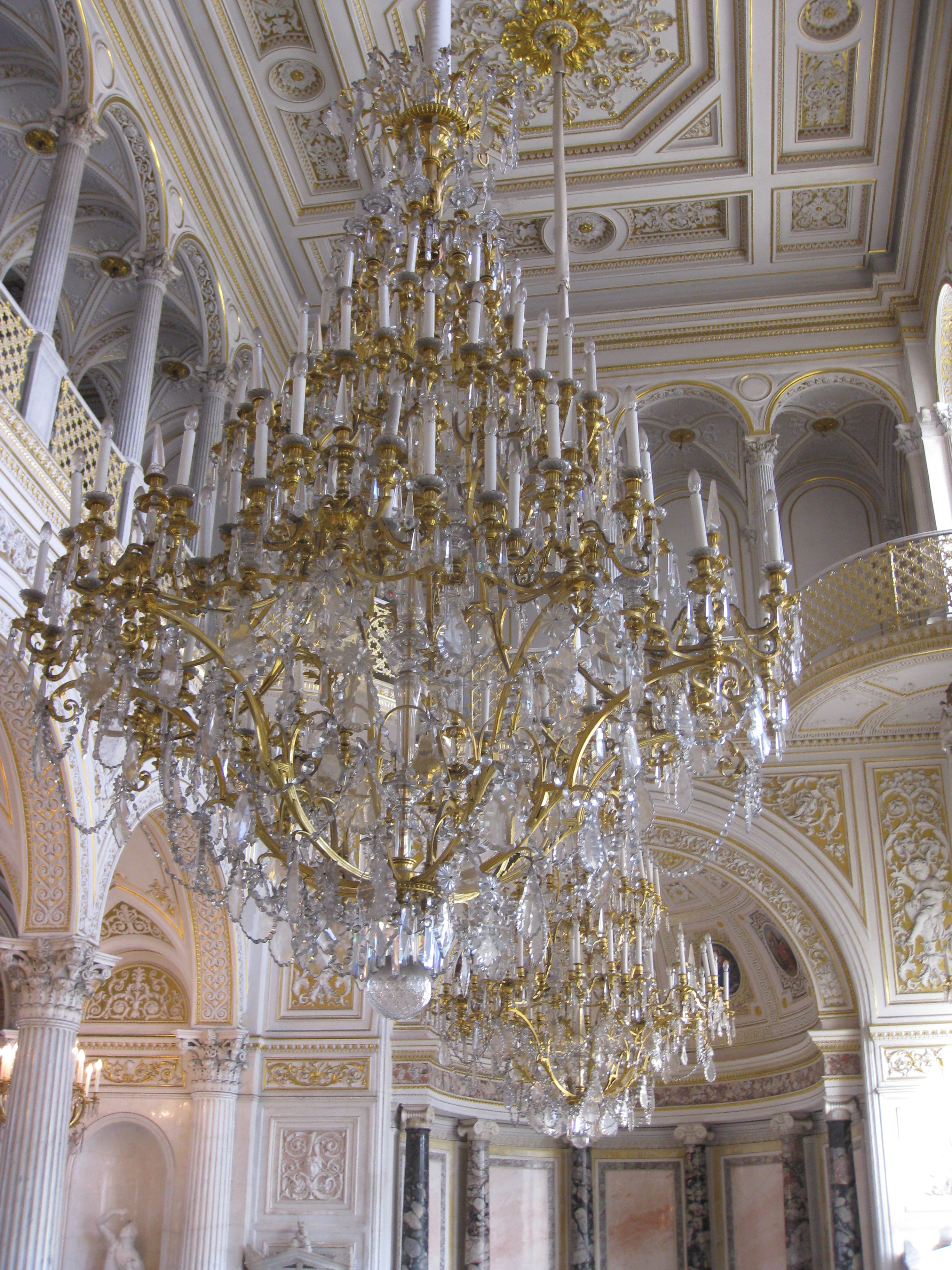
Люстры Павильонного зала
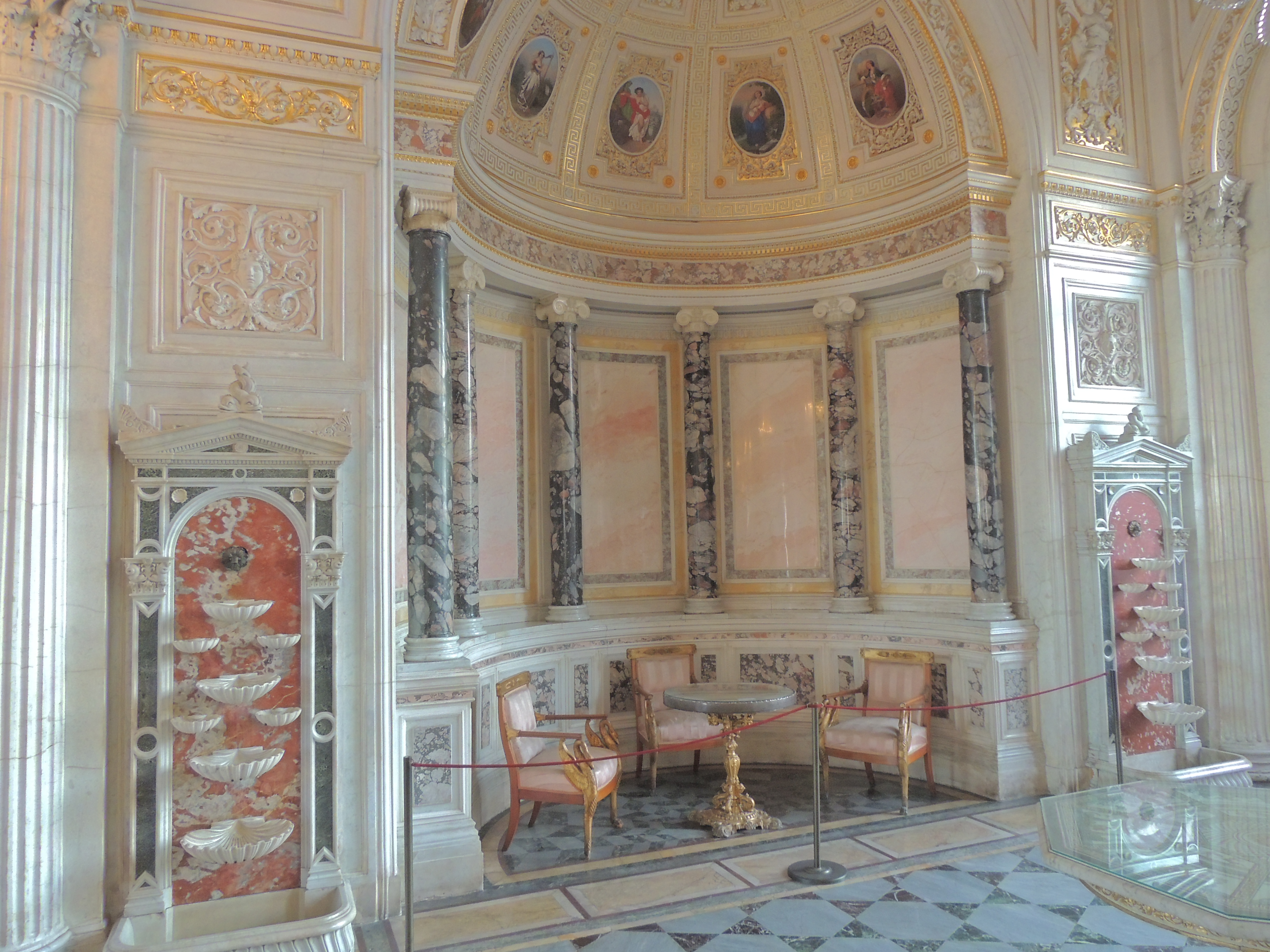
Экседра восточной части зала и два «бахчисарайских фонтана»
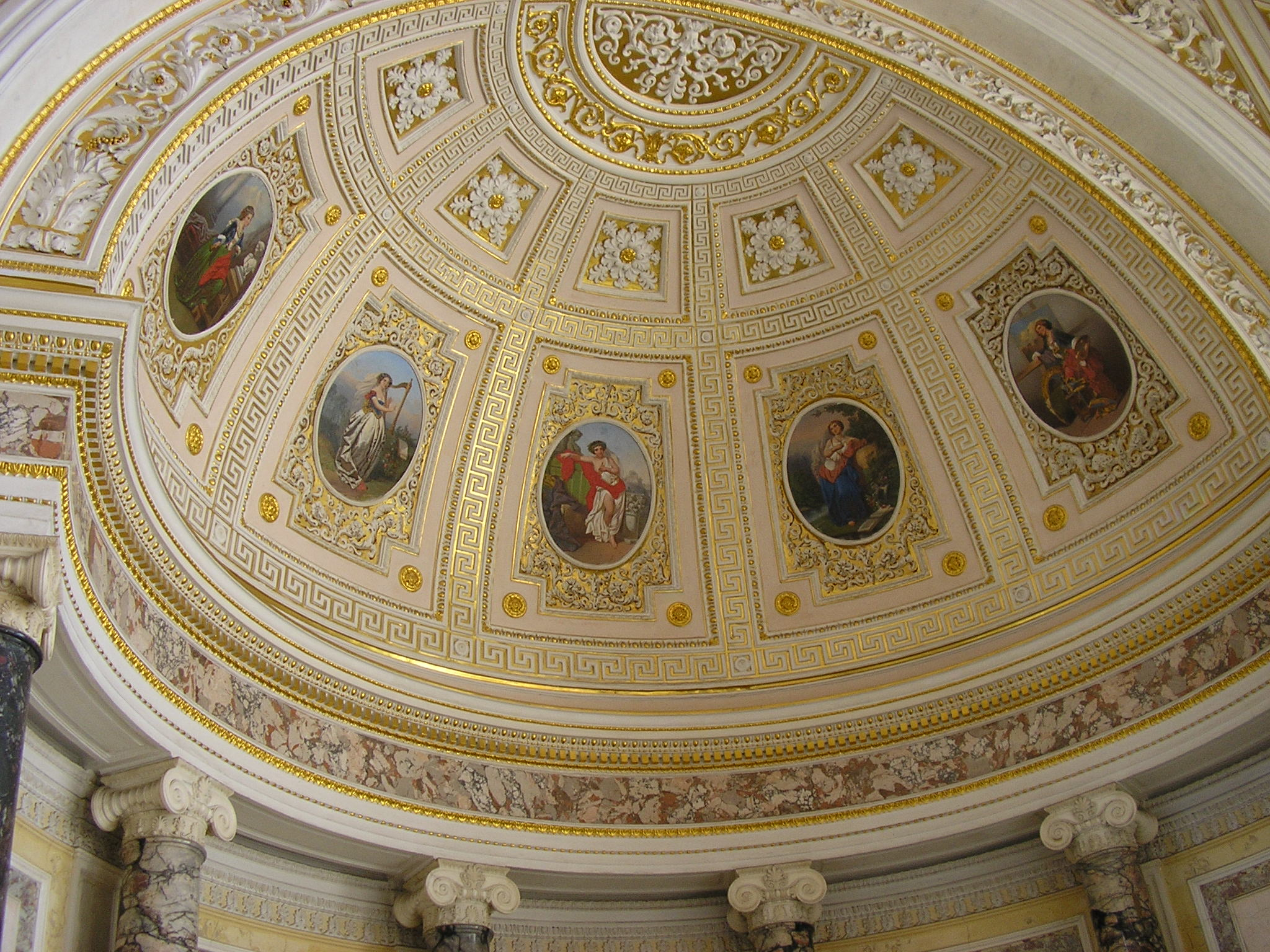
Конха экседры Павильонного зала
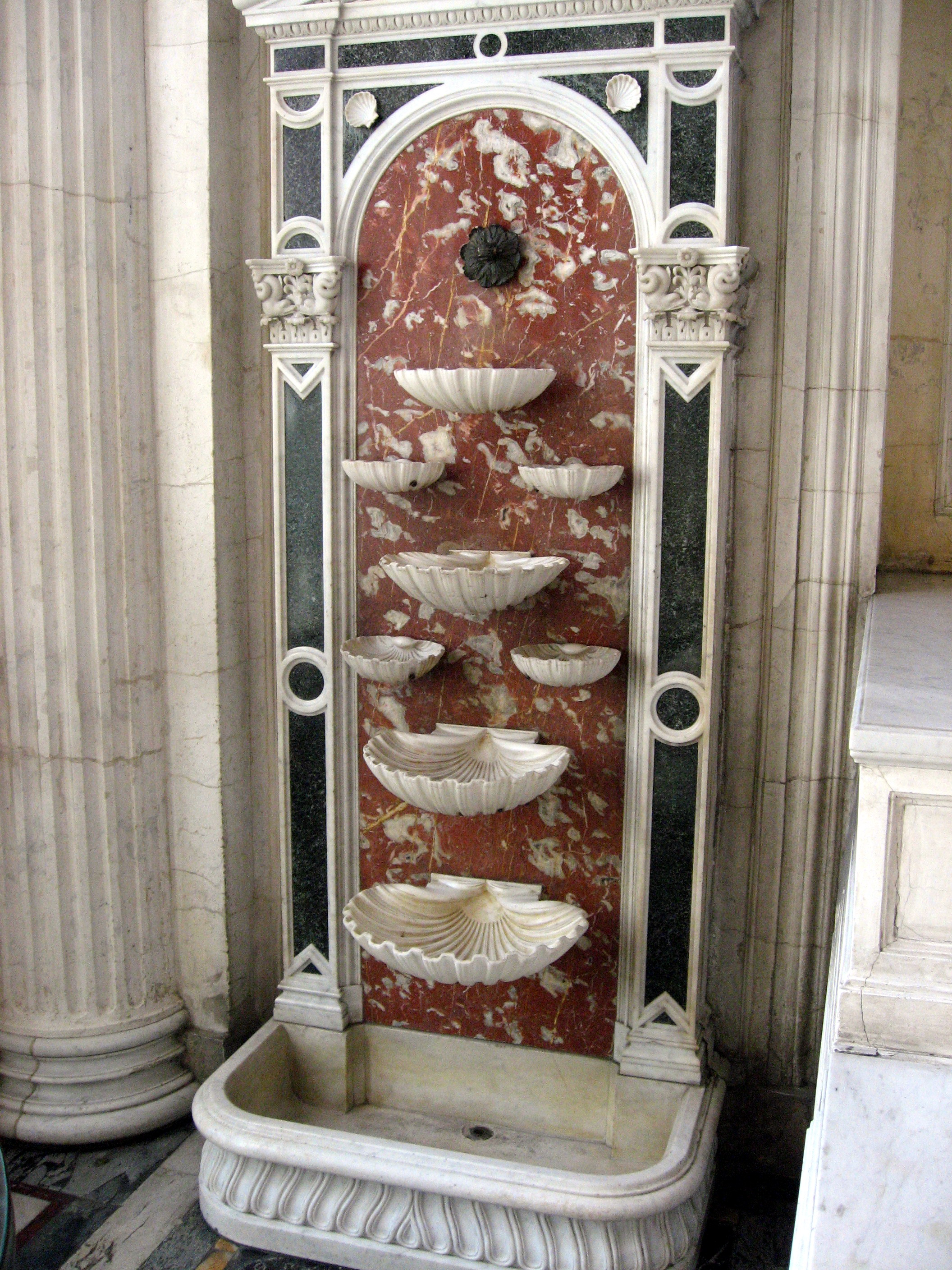
Фонтан
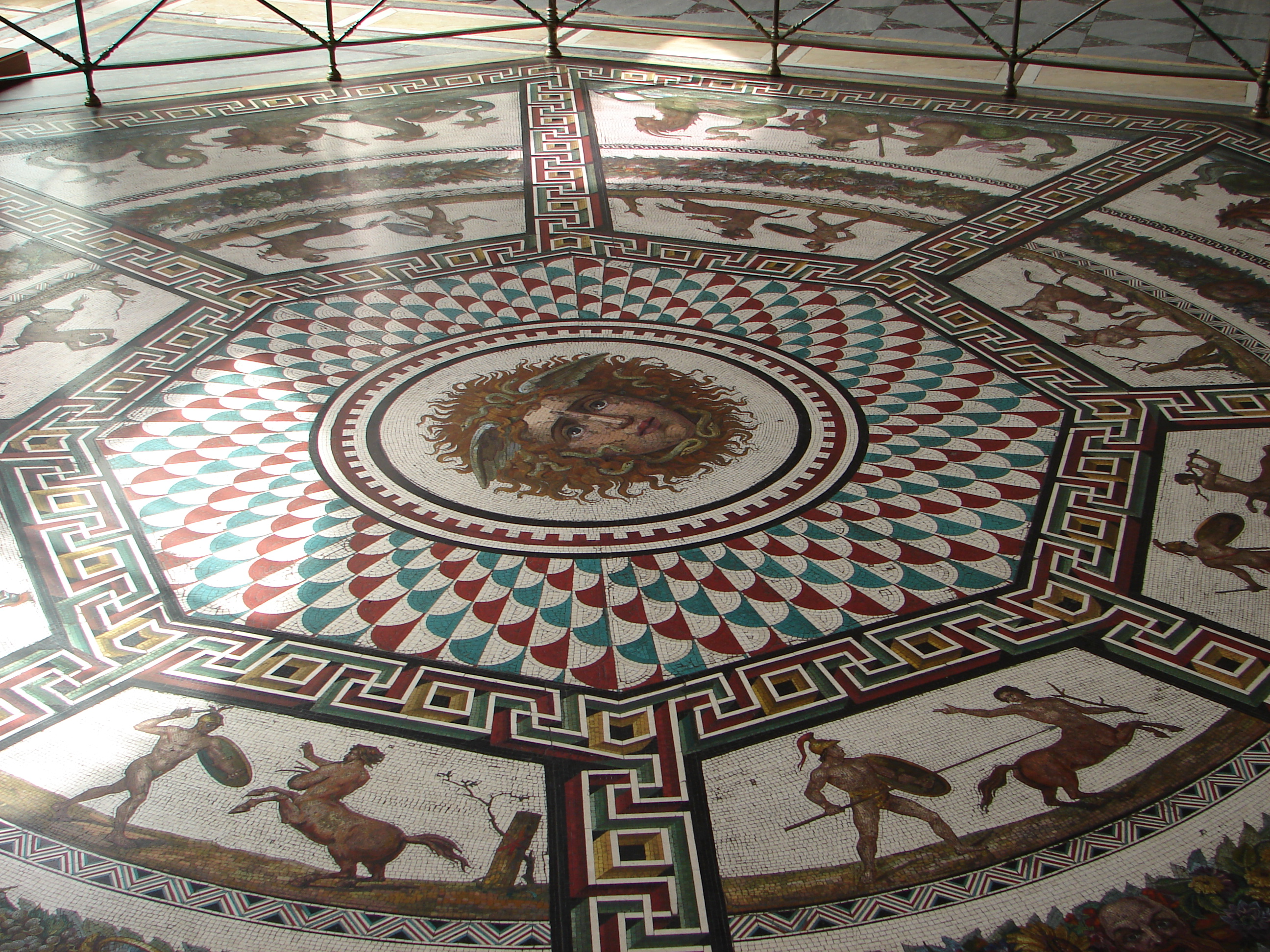
Мозаика Отрикулума. Копия
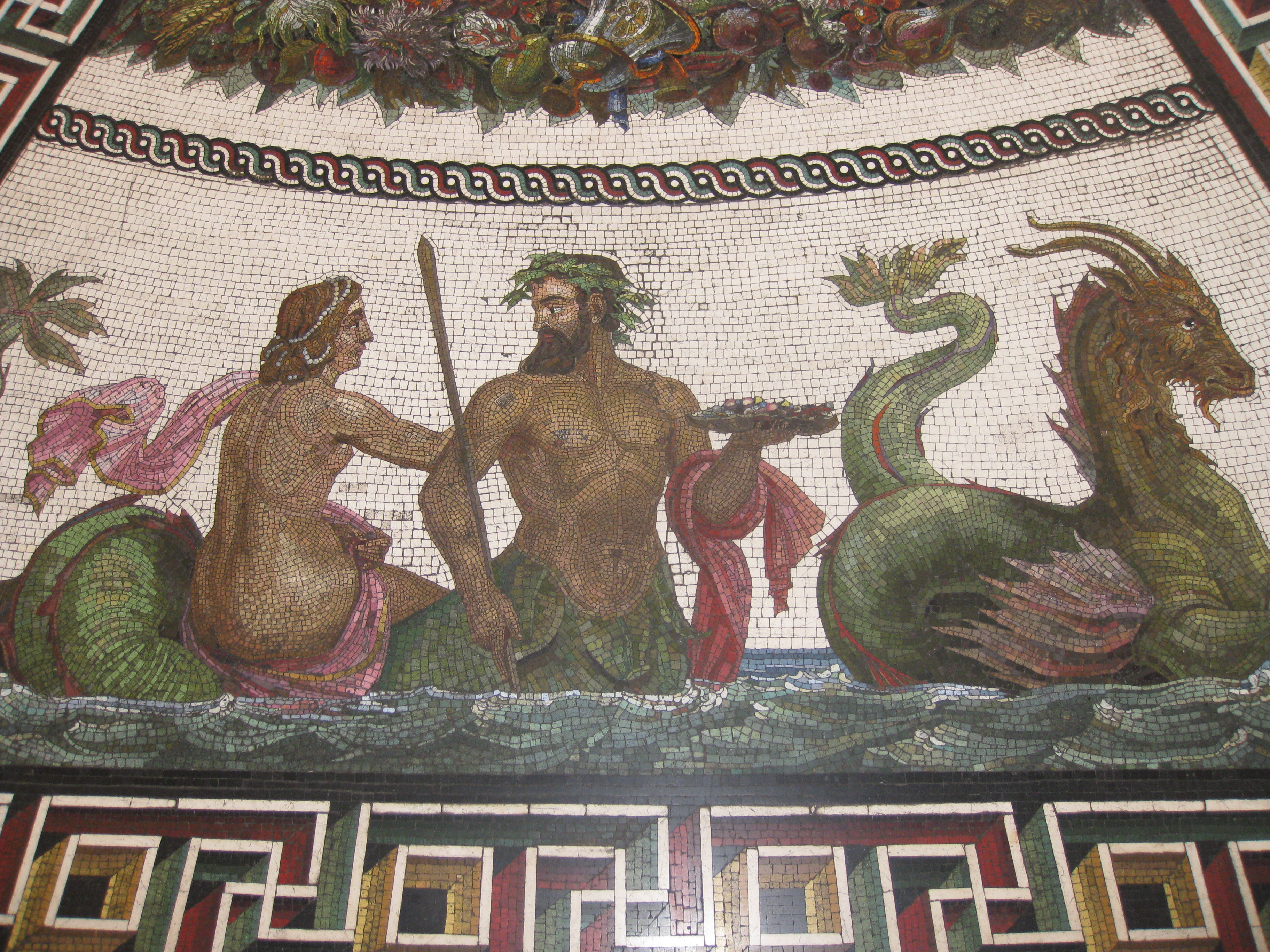
Деталь мозаики
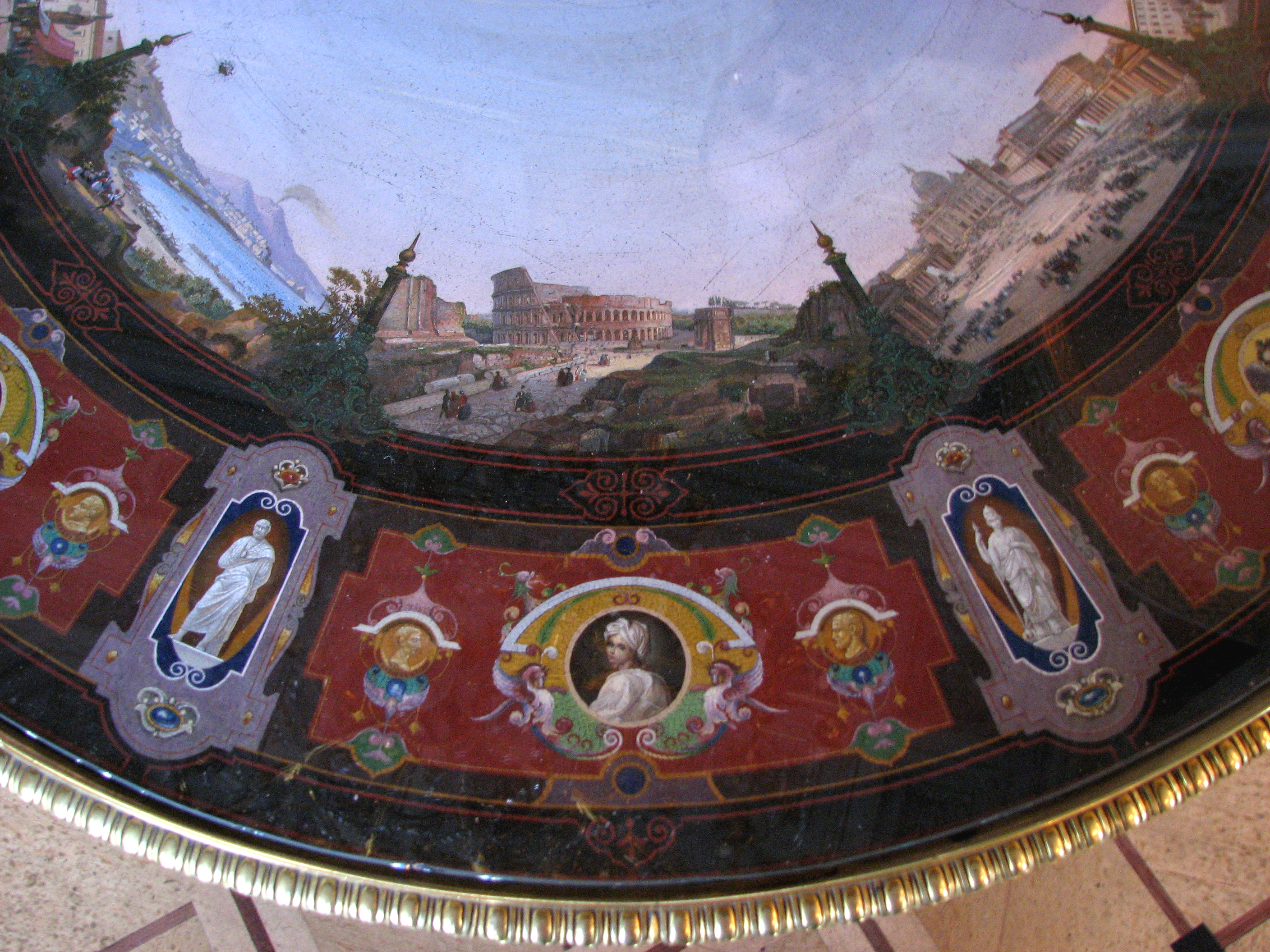
Столешница с видами Италии в технике римской мозаики. Мастерская М. Барбери. Деталь. 1852